# Copris excisus
Copris excisus är en skalbaggsart som beskrevs av Waterhouse 1891. Copris excisus ingår i släktet Copris och familjen bladhorningar. Inga underarter finns listade i Catalogue of Life.